# Mila Doce, Texas
Mila Doce, Texas (енгл. Mila Doce) насељено је место без административног статуса у америчкој савезној држави Тексас.

## Демографија
По попису из 2010. године број становника је 6.222, што је 1.315 (26,8%) становника више него 2000. године.
| Група             | 2000.         | 2010.         |
| Белци             | 22 (0,4%)     | 67 (1,1%)     |
| Афроамериканци    | 0 (0,0%)      | 19 (0,3%)     |
| Азијати           | 0 (0,0%)      | 2 (0,0%)      |
| Хиспаноамериканци | 4.884 (99,5%) | 6.153 (98,9%) |
| Укупно            | 4.907         | 6.222         |